# Jens Tiedtke
Jens Tiedtke (* 10. Oktober 1979 in Koblenz; † 9. Oktober 2019) war ein deutscher Handballspieler.

## Karriere

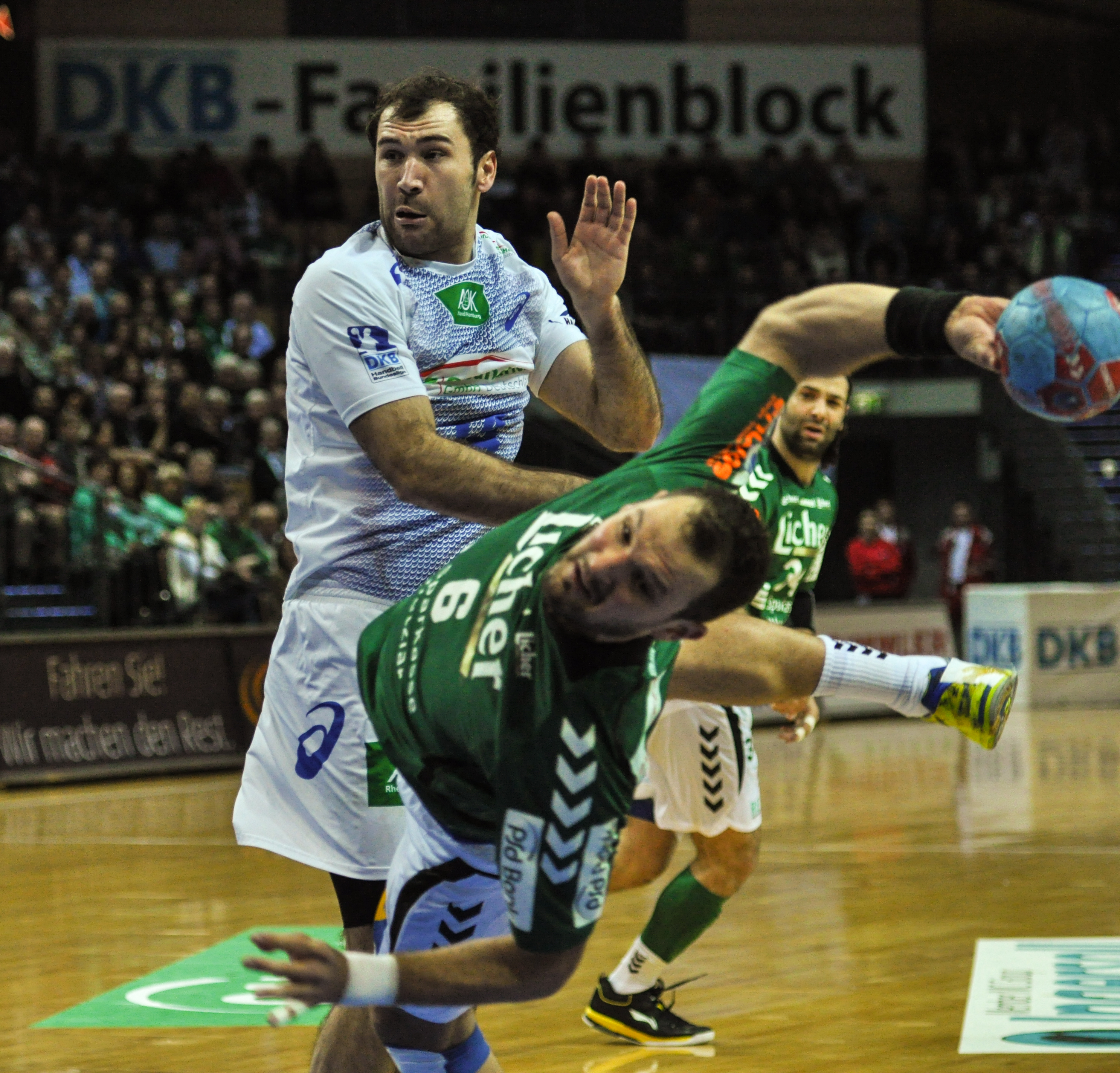
Jens Tiedtke in einem Bundesligaspiel gegen HSV Hamburg

Jens Tiedtke, der aus Bassenheim stammt, spielte anfangs bei der HSG Mülheim-Kärlich/Bassenheim. Mit der C-Jugend der HSG wurde er Deutscher Vizemeister. In der Saison 1997/98 stieg er mit der Herrenmannschaft in die 2. Bundesliga auf.
Sein Debüt in der deutschen Nationalmannschaft gab er am 19. Oktober 1999 gegen Polen in Cottbus. Er bestritt 64 Partien für die DHB-Auswahl, in denen er 92 Treffer erzielte.
Tiedtke lief in der Saison 1999/2000 für den Bundesligisten TUSEM Essen auf. Der Kreisläufer schloss sich in der folgenden Saison dem Ligakonkurrenten HC Wuppertal an, anschließend der SG Willstätt/Schutterwald. Nachdem die SG Willstätt/Schutterwald 2003 in die 2. Bundesliga abgestiegen war, wechselte er zum Bundesligisten SG Wallau/Massenheim. Als die SG Wallau 2005 Insolvenz anmeldete, wechselte er zum TV Großwallstadt.

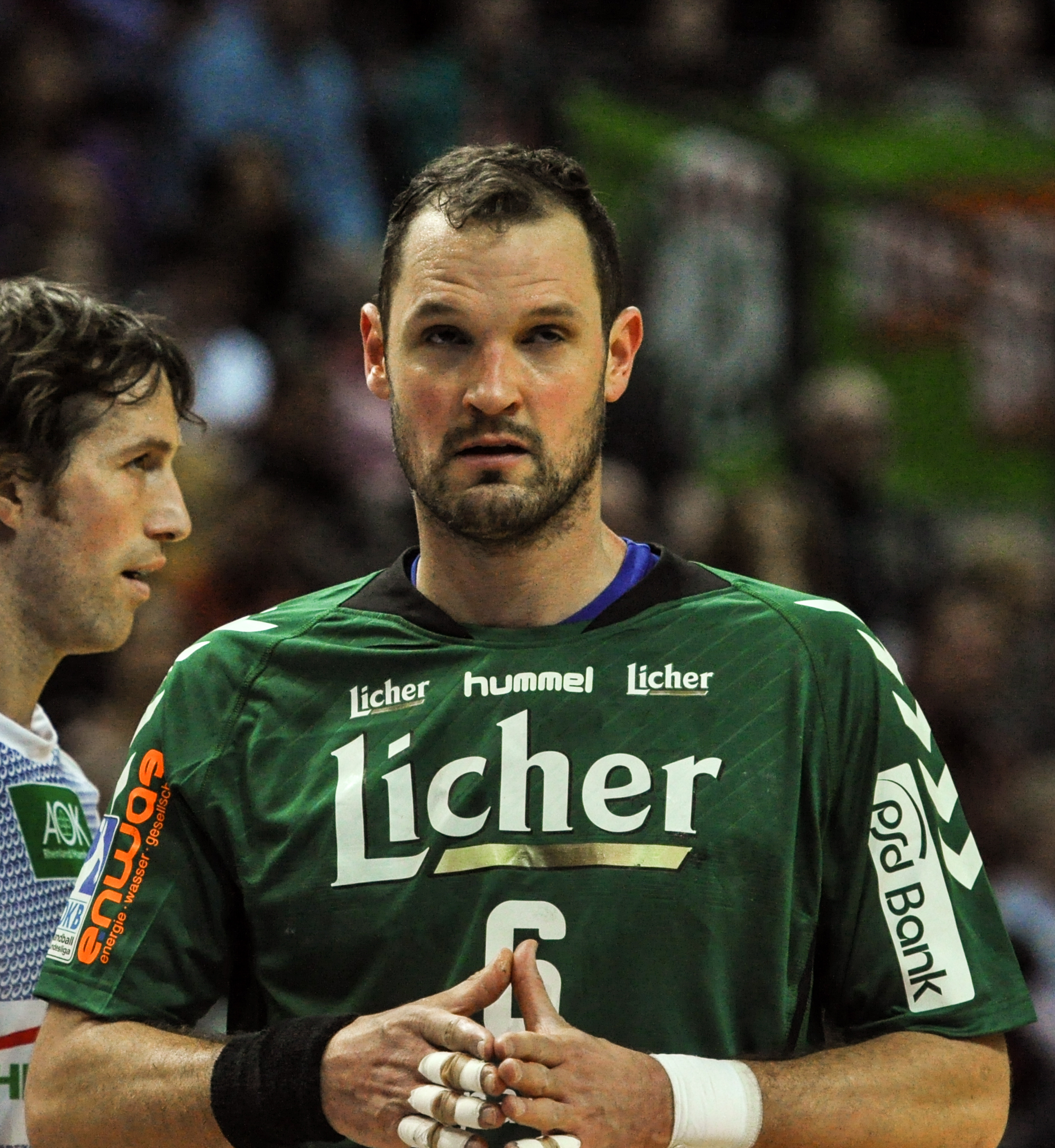
Jens Tiedtke während eines Spiels gegen den HSV Hamburg

Als Tiedtke sich über Kopfschmerzen und gelegentlich auftretende Sehstörungen beklagte, unterzog er sich im Oktober 2006 einer medizinischen Untersuchung, bei der ein Hirntumor entdeckt wurde. Im November wurde der Tumor erfolgreich entfernt. Nach einer Rehabilitationsphase feierte Tiedtke am 28. April 2007 sein erfolgreiches Comeback beim Bundesligaspiel gegen HBW Balingen-Weilstetten. Im Sommer 2012 wechselte er zum Bundesligisten HSG Wetzlar. Im Sommer 2015 kehrte er zum TV Großwallstadt zurück. Am Saisonende 2015/16 beendete er seine Karriere. Insgesamt  hatte er 459 Spiele in der Handball-Bundesliga bestritten.
Nach langer schwerer Krankheit starb Tiedtke am 9. Oktober 2019, einen Tag vor seinem 40. Geburtstag. Er hinterlässt seine Frau und drei Kinder.

## Erfolge
- Aufstieg in die 2. Bundesliga mit der HSG Mülheim-Kärlich-Bassenheim
- Deutscher Vizemeister mit der C-Jugend
- WM-Teilnahme 2005 (9. Platz)
- 5. Platz bei der Weltmeisterschaft 2009